# Tricking
Tricking (auch Martial Arts Tricking) ist eine Sportart, die in den 1960er-Jahren erstmals ausgeübt wurde. Personen, die Tricking betreiben, werden Tricker genannt. Tricking besteht hauptsächlich aus Tritten, Salti und Schrauben.

## Entstehung
Tricking entwickelte sich in den 1960er-Jahren, als einzelne Kampfsportler des Taekwondo und Karate immer spektakulärere und extremere Bewegungen in ihre Katas und Poomsaes einbauten. Während dieser Zeit begannen Einige in den Vereinigten Staaten, Kampfsport als eine Form der Unterhaltung zu sehen, wobei diese auch akrobatische Bewegungen wie Schrauben und Salti in ihren Kampfsportauftritten einbauten. Zu den Kampfsportlern gehörten sowohl die Mitglieder des Ernie-Reye-West-Coast-Demo-Teams als auch einige andere, wie Mike Chat und Anthony Aktins. Diese extremen und spektakulären Bewegungen, die eigentlich gedacht waren, um den Schwierigkeitsgrad der Katas zu erhöhen, spalteten sich mit der Zeit von den traditionellen Kampfsportarten ab. Unter Hervorhebung der extremen Bewegungen entstand so Tricking. Wie Tricking aber zu seinem Namen kam, ist ungeklärt. Das Ziel dabei ist nicht, wie bei Kampfsportarten üblich, die Selbstverteidigung oder der Kampf an sich, sondern die visuell beeindruckende Darstellung von Bewegungen mit dem eigenen Körper.
Ab Anfang des 21. Jahrhunderts begannen Turniere der Kampfkunst Xtreme Martial Arts, die als Vorreiter des Trickings und teilweise auch als neue Form des Martial Arts bezeichnet werden. Popularität erhielt die Trendsportart Tricking erst mit dem Zeitalter des Internets. Auf Webseiten werden seit den 2000er-Jahren Videos hochgeladen, die Tricker beim Tricking zeigen, und Anleitungen zum Nachmachen. Gegen Ende des Jahres 2003 entwickelte sich eine Online-Community zu Tricking, wodurch Tricker aus der ganzen Welt zusammenkamen. Mit dem Aufstieg von YouTube waren Tricker in der Lage, ihre Videos mit anderen auf der Welt zu teilen. Damit erfuhr Tricking einen massiven Anstieg an Interesse und Popularität. Das Resultat war eine neue Generation von Kampfkünstlern. Spätestens seit 2009 hat das Tricking globale Aufmerksamkeit erreicht.
Eine Überschneidung besteht mit dem Freerunning, bei dem es ebenfalls auf kreative Bewegungen ankommt.

## Reglement
Tricking ist eine Sportart, die über kein offizielles Reglement verfügt. Es existieren keine Dachverbände, die Vorschriften zum Tricking verfassen, sodass man hier von einer sich frei und offen entwickelnden Sportart sprechen kann. Es gibt bereits viele „tricks“ für die verschiedensten Niveaustufen, die genauso nachgemacht werden können, über einen Namen verfügen und in einem „Tricktionary“ festgehalten sind. Das Ziel dabei ist, immer schwierigere Tricks zu erlernen und sie in einer Kombination mit anderen Tricks auszuführen, um einen möglichst beeindruckenden Bewegungsablauf vorführen zu können. Weiterhin kann das Tricking auch in verschiedenen Stilrichtungen ausgeübt werden. So kann ein Tricker je nach Neigung mehr aus dem Bereich der „martial arts tricks“ performen oder den Schwerpunkt auf Rotationen wie aus dem gymnastischen Bereich legen oder auch aus beiden kombiniert. Der Tricker ist in seiner Bewegungsgestaltung frei.

## Wettkämpfe
Seit einigen Jahren gibt es beim Tricking sogenannte „Gatherings“. Dort treffen sich Tricker weltweit, um den anderen zu zeigen, was man selbst kann und gelernt hat, aber auch, um andere Sportler zu unterstützen. Bekannte Veranstaltungen sind zum Beispiel das Loopkicks-Gathering in den USA, aber auch das Big-Trick-Gathering in Köln. Diese gehen meist über ein Wochenende oder länger. Es gibt sowohl Wettbewerbe, wie zum Beispiel das Singlebattle und das Teambattle, aber auch Kategorien wie biggest trick oder biggest combo (mehrere Tricks aneinander gereiht). Außerdem gibt es mittlerweile populäre Veranstaltungen, die seitens der Firma Red Bull gesponsert werden. Dazu gehören das „RedBull Throwdown“ in Georgia, Atlanta, aber auch das „RedBull KickIt“ in Korea.

## Training
Da Tricking sehr jung ist, gibt es kaum ausgebildete Trainer. Generell gibt es im Tricking keine Hierarchien. Die meisten, die Tricking betreiben, haben einen Kampfsport- oder Gymnastik-Hintergrund. Das Training findet daher meistens auf Basis dieses Hintergrundes, aber ohne Trainer statt. Die Mehrheit der Tricker lernen von fortgeschrittenen Freunden oder schauen sich ihre Tricks von Internetvideos ab. Sie laden diese herunter, analysieren sie und trainieren das so Erlernte zusammen mit Freunden.

## Tricks
Insgesamt werden bislang sechs Kategorien von Niveaustufen klassifiziert, wovon hier die ersten zwei exemplarisch aufgelistet werden.
Niveaustufe A – Basisfähigkeiten:
| Name               | Typ              | Herkunft           |
| 540                | Tritt            | Wushu/TKD          |
| Pop 360 Wheel Kick | Tritt            | TKD/Karate         |
| Au-Batido          | Überschlag/Tritt | Capoeira           |
| Butterfly Kick     | Tritt            | Wushu              |
| Feilong            | Tritt            | Tricking           |
| Aerial             | Überschlag/Flip  | Wushu/Gymnastik    |
| Backflip           | Flip             | Gymnastik/Capoeira |
| Kip-up             | Überschlag       | Wushu              |

Niveaustufe B – Fortgeschritten:
| Name                      | Typ                        | Herkunft         |
| Cheat 720/540 Wheel Kick  | Tritt                      | Capoeira         |
| Aerial Switch             | Überschlag/Flip            | Tricking         |
| Pop 720 Wheel Kick        | Rotation/Tritt             | TKD              |
| Butterfly Twist           | Drehung                    | Wushu            |
| Shuriken Twist            | Drehung/Tritt              | Tricking         |
| Singleleg                 | Überschlag/Tritt           | Tricking         |
| Doubleleg                 | Überschlag/Tritt           | Capoeira         |
| Flash Kick                | Flip/tritt                 | Tricking         |
| Raiz                      | Tritt/ Überschlag          | Capoeira         |
| One-Hand Raiz/Sailor Moon | Tritt/ Überschlag/Rotation | Tricking         |
| Parafuso                  | Tritt                      | Capoeira         |
| Crowd Awakener            | Tritt                      | Tricking         |
| Illusion Twist            | Drehung/Tritt              | Tricking         |
| Gainer                    | Flip                       | Capoeira         |
| Moon Kick                 | Flip/Tritt                 | Capoeira         |
| Masterswipe               | Überschlag/Flip            | Bboying          |
| Star Kip-up/Windmill      | Überschlag/Rotation        | Wushu/Bboying    |
| 1990/Handspin             | Überschlag/Rotation        | Capoeira/Bboying |
| Coin Drop                 | Überschlag/Rotation        | Bboying          |
| Gumby/Gumbi               | Flip                       | Capoeira         |
| Pop Swipe                 | Überschlag/Tritt           | Tricking         |